# 小行星100019
小行星100019（100019 Gregorianik）是一颗绕太阳运转的小行星，为主小行星带小行星。该小行星于1989年10月发现。
該小行星以葛利果聖歌命名。

## 轨道参数
小行星100019的轨道半长轴为379 069 525 km（2.5338872 UA），离心率为0.235。